# Aleksandr Belousov
Aleksandr Vasilyevich Belousov (em russo:  Александр Васильевич Белоусов, transl. Aleksandr Vasil'yevich Belousov; Rovno, 8 de setembro de 1952) é um general russo aposentado e ex-primeiro vice-ministro da Defesa de 2004 a 2007.

## Biografia
Filho de um oficial que participou da Grande Guerra Patriótica, entrou no Exército Soviético em 1969. Formou-se na Escola Superior de Comando de Armas Combinadas de Moscou (1969–1973), na Academia Militar Frunze (1981–1984) e na Academia Militar do Estado-Maior Geral das Forças Armadas da Rússia (1993–1995).
Ele serviu como comandante de um pelotão de fuzileiros motorizados e de uma companhia de fuzileiros motorizados no Grupo de Forças Soviéticas na Alemanha. Em 1978-1981, serviu como chefe de Estado-Maior e comandante de um batalhão de fuzileiros motorizados no Distrito Militar da Ásia Central. Em 1984-1989, ele serviu como comandante de um regimento de treinamento de fuzileiros motorizados no Distrito Militar de Leningrado (Sertolovo). Em 1989-1991 foi vice-comandante e em 1991-1993 comandante da 131ª Divisão de Fuzileiros Motorizados de Guardas (Alakurtti, Kandalaksha e Pechenga). Foi promovido a Major-General  em 18 de fevereiro de 1993.

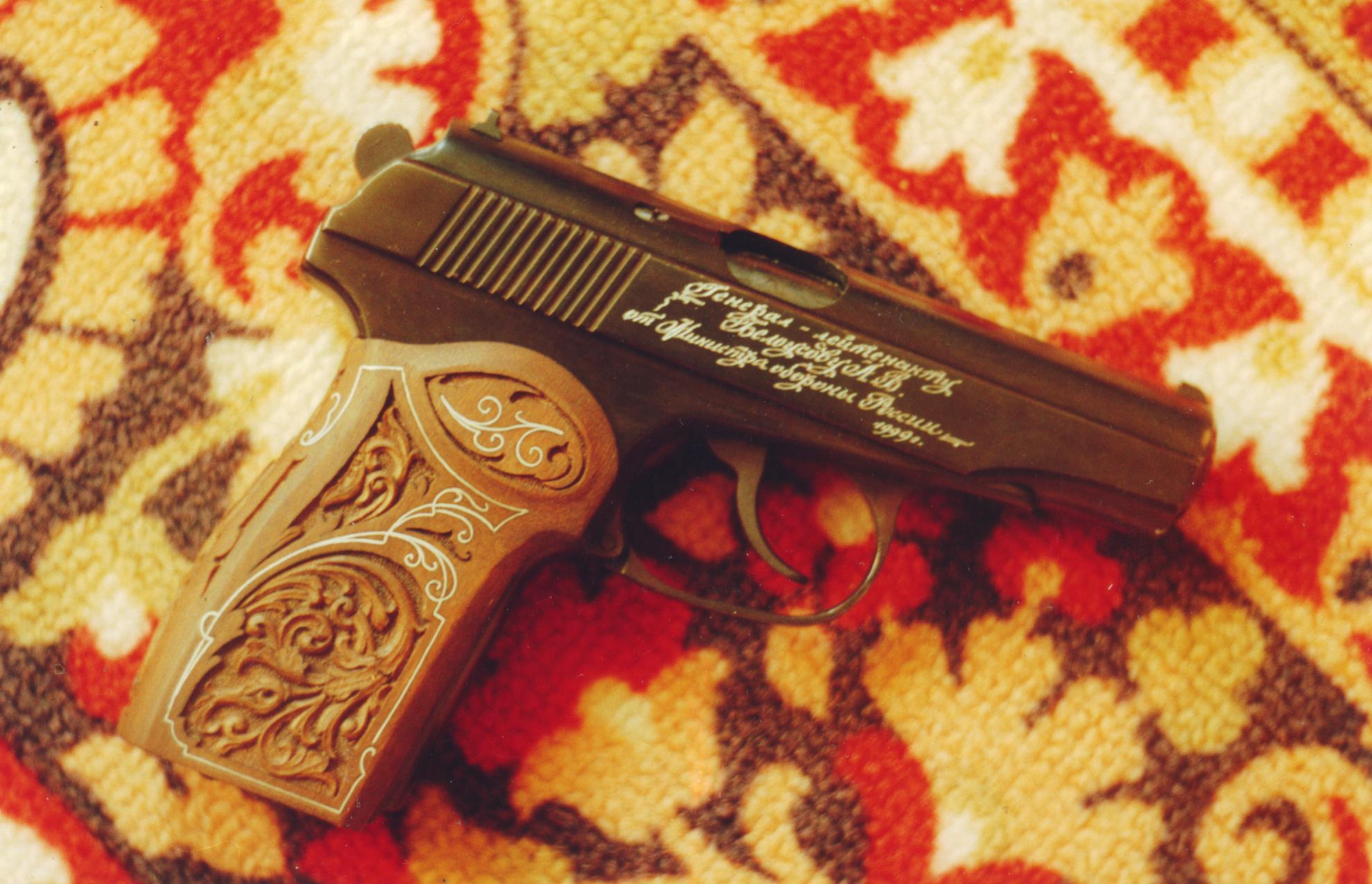
Makarov tornada pistola honorária concedida a Belousov pelo Ministro da Defesa Igor Sergeyev.

De 1995 a 1999, serviu no Distrito Militar do Extremo Oriente como vice-comandante do 35º Exército para treinamento de combate e chefe do Estado-Maior do 1º vice-comandante do 35º Exército (Belogorsk), desde novembro de 1997 foi comandante do 5º Exército de Armas Combinadas na cidade de Ussuriysk, Krai de Primorsky.
De agosto de 1999 a junho de 2003, serviu como vice-comandante do Distrito Militar de Moscou. O General Belousov realizou repetidas viagens de negócios à República da Chechênia; em 1999, por cerca de 4 meses, serviu como comandante de um grupo de tropas russas na Chechênia. De junho de 2003 a julho de 2004, serviu como vice-comandante do Distrito Militar do Cáucaso Norte para Situações de Emergência. Foi promovido a Coronel-General por decisão de 6 de dezembro de 2004.
De 19 de julho de 2004 a setembro de 2007, foi Primeiro Vice-Ministro da Defesa da Rússia, responsável pelo treinamento de combate das tropas e pela reforma militar. Em 12 de dezembro de 2006, de acordo com um decreto presidencial assinado pelo Presidente da Rússia, Vladimir Putin, recebeu a patente militar de General do Exército. Foi destituído do cargo alguns meses após a nomeação de Anatoly Serdyukov para o cargo de Ministro da Defesa.
De 25 de setembro de 2007 a novembro de 2009, atuou como chefe da Academia Militar do Estado-Maior Geral das Forças Armadas da Rússia. Em dezembro de 2009, ele foi demitido. Ele ocupa altos cargos na Rosoboronexport e também é inspetor do Grupo de Inspetores-Gerais.  Ele também realiza trabalhos públicos como Presidente da União dos Veteranos do Distrito Militar de Moscou.
Foi condecorado com a Ordem "Por Serviço à Pátria nas Forças Armadas da URSS" (grau III), a Ordem "Por Mérito à Pátria" (grau IV) e as medalhas da Ordem do Mérito Militar, além de uma arma de condecoração, uma Makarov feita pistola cerimonial (1999). É casado e tem um filho e uma filha.